# I Need You Now
I Need You Now är en poplåt inspelad av den svenska sångerskan Agnes Carlsson från hennes tredje album Dance Love Pop. Låten är skriven och producerad av Anders Hansson och Sharon Vaughn. Den släpptes som albumets fjärde singel i Sverige och som hennes andra singel i Storbritannien i en remixad version. Låten blev inspelad och remastrad på nytt under sommaren 2009 inför singelreleasen.
Låten offentliggjordes som Agnes nya singel och spelades även upp för första gången fredagen den 11 september 2009 på BBC Radio1 Floorfiller.

## Bakgrund
Låten fanns för första gången på Agnes tredje album Dance Love Pop som en långsam ballad. "On and On" skulle från början ha varit den andra singeln i Storbritannien, men i september 2009 offentliggjordes det att I Need You Now skulle bli den andra singeln, i en nyproducerad version. Singeln släpptes även i Sverige som fjärde singel, i Nederländerna, Danmark och Polen som tredje singel och som andra singel i Australien och Norge. I Sverige hade låten premiär på Rix FM, Sveriges största kommersiella radiostation den 6 november 2009.
Agnes kommenterade "I Need You Now" i den engelska tabloiden The Sun: "It's simple and direct, you can relate to it and I love the lyrics. The first time I heard it, I thought this is me. This is my life." 
Musikvideon spelades in i Mojaveöknen vid sjön El Mirage Lake utanför Los Angeles den 4 oktober 2009. Den regisserades av Paul Boyd.

## Tracklisting
| CD-singel/Digital Download (Released: October 16, 2009) (White Villa) 1. "I Need You Now" [UK Radio Edit] — 3:07 2. "I Need You Now" [Extended Mix] — 4:34 3. "I Need You Now" [UK Album Edit] — 3:00 4. "I Need You Now" [Cahill Club Mix] — 6:20 5. "I Need You Now" [Music Video] — 3:00 Digital Download (Released: November 15, 2009) (AATW) 1. "I Need You Now" [UK Radio Edit) — 3:07 2. "I Need You Now" [Extended Mix] — 4:35 3. "I Need You Now" [Cahill Radio Edit] — 3:13 4. "I Need You Now" [Cahill Club Mix] — 6.20 5. "I Need You Now" [Grant Nelson Mix] — 7:30 6. "I Need You Now" [Ali Payami Mix] — 5:54 7. "I Need You Now" [UK Edit] — 3:00 CD-singel (Released: November 16, 2009) (AATW) 1. "I Need You Now" [UK Radio Edit] — 3:07 2. "I Need You Now" [Cahill Radio Edit] — 3:15 12" Maxi-singel (Released: November 26, 2009) (AATW) 1. "I Need You Now" [Grant Nelson Mix] — 8:00 2. "I Need You Now" [Grant Nelson Dub Mix] — 7:30 3. "I Need You Now" [Cahill Mix] — 6:00 4. "I Need You Now" [Ali Payami Mix] — 6:00 | Digital Download (Released: November 23, 2009) (Roxy) 1. "I Need You Now" [Radio Edit] — 3:45 Digital Download (Released: December 25, 2009) (Warner) 1. "I Need You Now" [Cahill Radio Edit] — 3:15 CD-singel (Released: 2010) (Planet) 1. "I Need You Now" [UK Radio Edit] — 3:07 2. "I Need You Now" [Extended Mix] — 4:35 3. "I Need You Now" [Grant Nelson Mix] — 8:00 4. "I Need You Now" [Cahill Club Mix] — 6.20 5. "I Need You Now" [Ali Payami Mix] — 5:54 6. "I Need You Now" [Jens Kindervater Mix] — 5:19 7. "On and On" [Radio Edit] — 3:51 8. "On and On" [Extended Version] — 5:47 9. "On and On" [Alex Colle Radio Edit Remix] — 10. "On and On" [Alex Colle Remix] — |

## Lanseringshistorik
| Region         | Datum             | Format                      | Label              |
| -------------- | ----------------- | --------------------------- | ------------------ |
| Nederländerna  | 9 oktober 2009    | Digital Download            | White Villa        |
| Nederländerna  | 16 oktober 2009   | CD-singel                   | White Villa        |
| Sverige        | 6 november 2009   | Radiosingel                 | Roxy               |
| Sverige        | 23 november 2009  | Digital download            | Roxy               |
| Storbritannien | 11 september 2009 | Radiosingel                 | AATW               |
| Storbritannien | 15 november 2009  | Digital download            | AATW               |
| Storbritannien | 16 november 2009  | CD-singel                   | AATW               |
| Storbritannien | 26 november 2009  | 12" Maxi                    | AATW               |
| Danmark        | 21 december 2009  | Digital Download            | Copenhagen         |
| Australien     | 25 december 2009  | Digital Download            | Warner Music       |
| Australien     | 2010              | CD-singel                   | Warner Music       |
| Italien        | 2010              | Digital Download, CD-singel | Planet Records     |
| Norge          | 12 februari 2010  | Digital Download            | Bonnier Amigo/Roxy |

## Listplaceringar
| Lista (2009-2010)       | Topp- placering |
| ----------------------- | --------------- |
| Cyprus Singles Chart    | 18              |
| Estonian Singles Chart  | 4               |
| Malta Singles Chart     | 29              |
| Slovenian Singles Chart | 2               |
| Slovakian Singles Chart | 52              |
| Poland Singles Chart    | 24              |
| Sverigetopplistan       | 8               |
| UK Singles Chart        | 40              |
| UK Dance Chart          | 6               |

## Officiella remixer
- Album Version - 3:46
- UK Album Edit - 3:01
- UK Radio Edit - 3:09
- Extended Version - 4:37
- Cahill Radio Edit - 3:15
- Cahill Club Mix - 6:22
- Almighty Mix - 7:31
- Grant Nelson Mix - 7:33
- Ali Payama Mix - 5:56
- Kindervater Mix - 5:19
- Alex K Mix - 6:40

## Medverkande
- Sång: Agnes
- Text: Anders Hansson, Sharon Vaughn
- Produktion: Anders Hansson
- Stråkar: E. Arvinder och Anders Hansson
- Background: Britta Bergström och Agnes
- Producerad av 3Beat Productions och AATW (UK)